# Championnat de France masculin de handball de deuxième division 2020-2021
Navigation
Proligue 2019-2020 Proligue 2021-2022
La Proligue 2020-2021 est la soixante-neuvième édition du Championnat de France masculin de handball de deuxième division et la quatrième sous le nom de Proligue.
Après la saison 2019-2020 écourtée par la pandémie de Covid-19, la LNH prévoit une reprise de la Proligue début octobre. La compétition se déroule selon les mêmes modalités que précédemment hormis quelques aménagements sur les règlements financiers liés à la crise économique qui s'annonce. Finalement, malgré l'absence de public sur une majeure partie de la saison, seuls deux matchs sont annulés en toute fin de saison.
Le Saran Loiret Handball, champion de France pour la deuxième fois, est le premier club promu en Starligue. Il est accompagné par le finaliste de la phase finale, le Grand Nancy Métropole Handball. En bas du classement, le Sarrebourg Moselle-Sud Handball et l'Angers SCO Handball, les deux promus de début de saison, sont relégués en Nationale 1 au terme du championnat avant d'être finalement maintenus, l'assemblée générale de la LNH ayant acté le passage de 14 à 16 clubs.

## Formule
La Proligue est disputée par 14 clubs en deux phases : une phase régulière et une phase finale.
À l'issue de la phase régulière, le premier est promu en Starligue. Une phase finale qui détermine le Champion de Proligue et le second promu :
- des barrages sont disputés en aller et retour entre les clubs classés de la 3e à la 6e place (le 3e contre le 6e et le 4e contre le 5e, le mieux classé recevant au match retour). Les deux vainqueurs de ces rencontres participent à un grand Final Four où ils retrouvent les deux premiers de la phase régulière. En cas d'égalité, l'équipe qui a marqué le plus grand nombre de buts à l'extérieur se qualifie pour les phases finales. En cas d'égalité parfaite, il y a une prolongation de 2 × 5 minutes puis une éventuelle séance de jets de 7 mètres en cas de nouvelle égalité à l'issue de cette prolongation.
- une finale à quatre est ensuite organisée sur deux jours consécutifs entre les vainqueurs des matchs de barrage et les clubs ayant terminé aux deux premières places de la phase régulière. Le club classé premier à l'issue de la phase régulière affronte le vainqueur des barrages le moins bien classé à l'issue de la phase régulière. Le vainqueur de cette phase finale est déclaré champion de Proligue et accède également en Lidl Starligue. Dans le cas où le club qui termine premier à l'issue de la phase régulière gagne la phase finale, c'est le finaliste qui l'accompagne en Lidl Starligue. En cas d'égalité, il y a une prolongation de 2 × 5 minutes puis une éventuelle séance de jets de 7 mètres en cas de nouvelle égalité à l'issue de cette prolongation.

En bas du classement, les deux derniers sont relégués en Nationale 1.

### Règlement Covid-19
Un règlement dit « COVID-19 » a été adopté par l'assemblée générale de la LNH réunie le 22 avril 2020, dans le cadre de la gestion des impacts des mesures sanitaires liées à l'épidémie de coronavirus sur les activités du handball professionnel masculin. Il a été complété après adoption de nouvelles résolutions par l'assemblée générale de la LNH les 26 mai, 30 juin, 10 septembre, 21 septembre 2020 et 9 février 2021. Il regroupe l'ensemble des dispositions règlementaires spécifiques prises soit à titre complémentaire, soit à titre dérogatoire de celles prévues par les Règlements généraux et particuliers de la LNH.
Parmi ceux-ci, on trouve :
- Article 15 : « Dans l’hypothèse où seul le  championnat de D2 ne serait pas homologué, [...] les dispositions relatives aux relégations et aux accessions sportives entre la D1 et la D2, telles que définies dans les règlements généraux de la LNH, ne produiront pas d'effet » ;
- Article 16.2 : « Le championnat de France de D1 sera homologué si chacune des équipes engagées a disputé au moins 21 des 26 rencontres programmées. » ;
- Article 17 : « Si le seuil de matchs joués nécessaire à l'homologation  du championnat a été atteint, mais que toutes les équipes participantes n'ont pas pu disputer le même nombre de rencontres, le classement sera établi sur la base d'une pondération. Ainsi, chaque équipe qui aura disputé un nombre de rencontres inférieur aux équipes adverses, se verra appliquer la formule de calcul ci-après : {\displaystyle Pts*{\frac {MJmax}{MJ}}} avec Pts : Nombre de points acquis par cette équipe, MJmax : nombre de matchs le plus élevé qu'une équipe adverse aura joués et MJ : nombre de matchs qu'elle aura joués. ».

## Les clubs participants
| \| Cherbourg Saran Nancy Strasbourg Besançon Sélestat Dijon Billère Valence Nice Pontault-C. Massy Sarrebourg Angers \| Localisation des clubs engagés dans le championnat. |
| Cherbourg Saran Nancy Strasbourg Besançon Sélestat Dijon Billère Valence Nice Pontault-C. Massy Sarrebourg Angers                                                           |

| Club                              | Classement 2019-2020 | Entraîneur         | Salle                                                                 | Capacité théorique |
| --------------------------------- | -------------------- | ------------------ | --------------------------------------------------------------------- | ------------------ |
| Massy Essonne Handball            | 3e                   | Jérémy Roussel     | Centre Pierre-de-Coubertin                                            | 0800               |
| Grand Nancy Métropole Handball    | 4e                   | Benjamin Braux     | Palais des sports Jean-Weille                                         | 6 027              |
| Pontault-Combault Handball        | 5e                   | Chérif Hamani      | Espace Boisramé                                                       | 1 300              |
| JS Cherbourg                      | 6e                   | Frédéric Bougeant  | Complexe sportif de Chantereyne                                       | 2 600              |
| Billère Handball                  | 7e                   | Dragan Mihailovic  | Sporting d'Este                                                       | 1 500              |
| Saran Loiret Handball             | 8e                   | Fabien Courtial    | Halle du Bois Joly                                                    | 0950               |
| Cavigal Nice Handball             | 9e                   | Asier Antonio      | Salle Pasteur                                                         | 0600               |
| Sélestat Alsace Handball          | 10e                  | Christophe Viennet | CSI Sélestat                                                          | 2 300              |
| Dijon Métropole Handball          | 11e                  | Ulrich Chaduteaud  | Palais des sports Jean-Michel-Geoffroy                                | 3 200              |
| Strasbourg Eurométropole Handball | 12e                  | Denis Lathoud      | Gymnase des Malteries, Schiltigheim Gymnase de la Rotonde, Strasbourg | 1 200 1 500        |
| Valence Handball                  | 13e                  | Éric Forets        | Palais des sports Pierre-Mendès-France                                | 2 000              |
| Grand Besançon DHB                | 14e                  | Dragan Zovko       | Palais des sports Ghani-Yalouz                                        | 3 280              |
| Angers SCO Handball               | 3e (N1)              | Guillaume Dupin    | Salle Jean-Bouin                                                      | 3 000              |
| Sarrebourg Moselle-Sud HB         | 5e (N1)              | Christophe Bondant | Centre sportif Pierre-de-Coubertin                                    | 1 000              |

## Saison régulière

### Modalités
Le classement est défini ainsi :
1. le plus grand nombre de points (2 points pour une victoire, 1 point pour un nul, aucun point pour une défaite, le total pouvant être minoré de points de pénalité),
2. le plus grand nombre de points obtenu dans les confrontations entre les équipes à égalités,
3. la plus grande différence de buts dans les confrontations entre les équipes à égalités,
4. le plus grand nombre de buts marqués à l'extérieur dans les confrontations entre les équipes à égalités,
5. la plus grande différence de buts dans tous les matchs de la compétition,
6. le plus grand nombre de buts marqués dans tous les matchs de la compétition,
7. le plus grand nombre de buts marqués à l'extérieur dans tous les matchs de la compétition.

### Classement final
|    | Équipe                            | Pts   | J    | G  | N | P  | Bp  | Bc  | Diff |
| -- | --------------------------------- | ----- | ---- | -- | - | -- | --- | --- | ---- |
| 1  | Saran Loiret Handball             | 43    | 26   | 21 | 1 | 4  | 786 | 696 | 90   |
| 2  | Pontault-Combault Handball        | 41,60 | 25+1 | 19 | 2 | 4  | 728 | 628 | 100  |
| 3  | Grand Nancy Métropole Handball    | 35,36 | 25+1 | 17 | 0 | 8  | 749 | 694 | 55   |
| 4  | JS Cherbourg                      | 35    | 26   | 14 | 1 | 8  | 755 | 693 | 62   |
| 5  | Massy Essonne Handball            | 30    | 26   | 14 | 2 | 10 | 690 | 681 | 9    |
| 6  | Dijon Métropole Handball          | 28    | 26   | 13 | 2 | 11 | 719 | 710 | 9    |
| 7  | Cavigal Nice Handball             | 24    | 26   | 9  | 4 | 12 | 758 | 720 | 38   |
| 8  | Strasbourg EH                     | 22    | 26   | 9  | 4 | 13 | 718 | 732 | -14  |
| 9  | Sélestat Alsace Handball          | 20,80 | 25+1 | 9  | 2 | 14 | 693 | 717 | -24  |
| 10 | Valence Handball                  | 20    | 26   | 9  | 2 | 15 | 731 | 773 | -42  |
| 11 | Billère Handball                  | 20    | 26   | 8  | 4 | 11 | 679 | 715 | -36  |
| 12 | Grand Besançon Doubs Handball     | 18    | 26   | 7  | 4 | 15 | 727 | 789 | -62  |
| 13 | Sarrebourg Moselle-Sud Handball P | 15    | 26   | 6  | 3 | 17 | 668 | 750 | -82  |
| 14 | Angers SCO Handball P             | 11,44 | 25+1 | 5  | 1 | 19 | 664 | 767 | -103 |

Légende
- Promu en Starligue
et qualifié pour les demi-finales.
- Qualifié pour les demi-finales.
- Qualifié pour les barrages.
- Relégation sportive en Nationale 1.
- P : Promu de Nationale 1 en 2020.
- +1 : match annulé et non joué.

Classement officiel
Matchs annulés
- J22 : Angers - Nancy
- J26 : Sélestat - Pontault-Combault

Points corrigés
- Pontault-Combault : 40 → 41,6
- Nancy : 34 → 35,36
- Sélestat : 20 → 20,8
- Angers : 11 → 11,44

### Évolution du classement
- Journée par journée

| Club              | 1  | 2  | 3  | 4  | 5  | 6  | 9  | 10 | 11 | 12 | 13 | 14 | 15 | 16 | 17 | 18 | 19 | 20 | 21 | 22 | 23 | 24 | 25 | 26 |
| ----------------- | -- | -- | -- | -- | -- | -- | -- | -- | -- | -- | -- | -- | -- | -- | -- | -- | -- | -- | -- | -- | -- | -- | -- | -- |
| Angers            | 12 | 11 | 11 | 12 | 13 | 13 | 14 | 13 | 13 | 14 | 12 | 14 |    |    |    |    |    |    |    |    |    |    |    | 14 |
| Besançon          | 6  | 2  | 5  | 8  | 8  | 8  | 9  | 9  | 9  | 10 | 11 | 11 |    |    |    |    |    |    |    |    |    |    |    | 12 |
| Billère           | 10 | 12 | 6  | 9  | 9  | 9  | 11 | 11 | 10 | 9  | 9  | 9  |    |    |    |    |    |    |    |    |    |    |    | 11 |
| Cherbourg         | 4  | 7  | 10 | 5  | 4  | 6  | 6  | 6  | 3  | 3  | 2  | 1  |    |    |    |    |    |    |    |    |    |    |    | 4  |
| Dijon             | 11 | 5  | 4  | 7  | 7  | 7  | 7  | 7  | 7  | 6  | 5  | 6  |    |    |    |    |    |    |    |    |    |    |    | 6  |
| Massy             | 13 | 13 | 9  | 4  | 5  | 3  | 4  | 3  | 5  | 5  | 6  | 5  |    |    |    |    |    |    |    |    |    |    |    | 5  |
| Nancy             | 2  | 1  | 1  | 2  | 3  | 2  | 2  | 2  | 1  | 1  | 3  | 4  |    |    |    |    |    |    |    |    |    |    |    | 3  |
| Nice              | 8  | 10 | 13 | 14 | 14 | 14 | 10 | 8  | 8  | 8  | 8  | 8  |    |    |    |    |    |    |    |    |    |    |    | 7  |
| Pontault-Combault | 7  | 6  | 8  | 6  | 6  | 4  | 1  | 1  | 4  | 4  | 4  | 2  |    |    |    |    |    |    |    |    |    |    |    | 2  |
| Saran             | 1  | 3  | 3  | 3  | 2  | 5  | 3  | 4  | 2  | 2  | 1  | 3  |    |    |    |    |    |    |    |    |    |    |    | 1  |
| Sarrebourg        | 14 | 14 | 14 | 11 | 11 | 11 | 13 | 14 | 14 | 12 | 13 | 12 |    |    |    |    |    |    |    |    |    |    |    | 13 |
| Sélestat          | 5  | 4  | 2  | 1  | 1  | 1  | 5  | 5  | 6  | 7  | 7  | 7  |    |    |    |    |    |    |    |    |    |    |    | 9  |
| Strasbourg        | 9  | 9  | 12 | 13 | 12 | 12 | 8  | 10 | 12 | 13 | 14 | 13 |    |    |    |    |    |    |    |    |    |    |    | 8  |
| Valence           | 3  | 8  | 7  | 10 | 10 | 10 | 12 | 12 | 11 | 11 | 10 | 10 |    |    |    |    |    |    |    |    |    |    |    | 10 |

Légende :  : leader (1re place) —  : qualification en demi-finales (2e place) —  : qualification en quarts de finale (3e à 6e place) —  : places de relégable (13e et 14e places) — X : 1 match en retard — X : 2 matchs en retard

### Matchs
| Résultats (dom.\ext.)                                      | Angers | Besac | Bill  | Cher  | Dijon | Massy | Nancy | Nice  | PontC | Saran | Sarre | Séles | Stras | Val   |
| Angers SCO Handball                                        |        | 29-25 | 24-24 | 23-28 | 27-24 | 22-29 | -     | 25-29 | 23-34 | 34-33 | 25-23 | 31-35 | 22-23 | 32-34 |
| Grand Besançon DHB                                         | 38-30  |       | 32-36 | 26-32 | 32-33 | 30-31 | 24-35 | 27-27 | 26-26 | 23-29 | 36-28 | 21-20 | 36-32 | 30-28 |
| Billère Handball                                           | 24-27  | 26-27 |       | 21-23 | 33-31 | 24-27 | 28-27 | 22-28 | 26-32 | 24-30 | 25-19 | 32-29 | 23-23 | 28-24 |
| JS Cherbourg                                               | 32-27  | 34-29 | 29-31 |       | 33-39 | 24-22 | 24-28 | 30-29 | 25-24 | 32-33 | 30-30 | 33-26 | 26-18 | 34-19 |
| Dijon Métropole Handball                                   | 24-23  | 29-29 | 27-26 | 24-30 |       | 23-23 | 29-30 | 30-26 | 25-26 | 27-29 | 32-20 | 28-25 | 31-29 | 33-30 |
| Massy Essonne Handball                                     | 42-37  | 32-25 | 20-25 | 26-22 | 24-20 |       | 24-27 | 28-25 | 25-22 | 24-29 | 26-24 | 25-22 | 29-30 | 28-24 |
| Grand Nancy Métropole Handball                             | 28-24  | 38-26 | 31-24 | 30-34 | 26-27 | 31-30 |       | 34-32 | 26-33 | 29-32 | 35-23 | 27-26 | 30-33 | 34-28 |
| Cavigal Nice Handball                                      | 31-25  | 30-23 | 33-32 | 31-32 | 30-21 | 29-29 | 25-30 |       | 27-28 | 35-29 | 28-29 | 34-23 | 30-30 | 30-27 |
| Pontault-Combault Handball                                 | 44-23  | 29-24 | 30-29 | 26-25 | 30-26 | 28-19 | 28-29 | 28-25 |       | 23-29 | 35-24 | 24-24 | 31-28 | 37-23 |
| Saran Loiret Handball                                      | 37-29  | 31-26 | 31-24 | 28-24 | 32-27 | 25-28 | 31-30 | 29-23 | 21-22 |       | 34-33 | 28-26 | 28-25 | 27-27 |
| Sarrebourg Moselle-Sud HB                                  | 28-20  | 30-32 | 21-21 | 23-34 | 25-26 | 33-28 | 26-25 | 27-27 | 21-28 | 26-31 |       | 26-28 | 24-23 | 30-26 |
| Sélestat Alsace Handball                                   | 37-34  | 37-30 | 32-19 | 22-26 | 22-29 | 30-25 | 31-32 | 33-31 | -     | 27-34 | 28-23 |       | 24-36 | 27-27 |
| Strasbourg                                                 | 26-25  | 26-26 | 27-27 | 30-33 | 23-22 | 28-22 | 27-31 | 18-35 | 25-29 | 23-27 | 37-28 | 28-29 |       | 37-30 |
| Valence Handball                                           | 35-23  | 31-24 | 31-25 | 28-26 | 27-31 | 22-24 | 25-26 | 31-29 | 30-31 | 26-39 | 30-24 | 34-30 | 34-33 |       |
| - Victoire à domicile - Match nul - Victoire à l'extérieur |        |       |       |       |       |       |       |       |       |       |       |       |       |       |

1. 1 2  Match annulé

## Phase finale

### Tableau
|  | Barrages | Barrages                       | Barrages    | Barrages                       |                   |                       | Demi-finales | Demi-finales | Demi-finales | Demi-finales |  |  | Finale      | Finale      | Finale      | Finale      |
|  |          |                                |             |                                |                   |                       |              |              |              |              |  |  |             |             |             |             |
|  |          |                                |             |                                |                   |                       | 5 juin 2021  | 5 juin 2021  | 5 juin 2021  | 5 juin 2021  |  |  | 6 juin 2021 | 6 juin 2021 | 6 juin 2021 | 6 juin 2021 |
|  |          |                                |             |                                |                   |                       | 5 juin 2021  | 5 juin 2021  | 5 juin 2021  | 5 juin 2021  |  |  | 6 juin 2021 | 6 juin 2021 | 6 juin 2021 | 6 juin 2021 |
|  |          |                                |             |                                |                   |                       | 5 juin 2021  | 5 juin 2021  | 5 juin 2021  | 5 juin 2021  |  |  | 6 juin 2021 | 6 juin 2021 | 6 juin 2021 | 6 juin 2021 |
|  |          |                                |             |                                |                   |                       | 5 juin 2021  | 5 juin 2021  | 5 juin 2021  | 5 juin 2021  |  |  | 6 juin 2021 | 6 juin 2021 | 6 juin 2021 | 6 juin 2021 |
|  |          |                                |             |                                |                   |                       | 5 juin 2021  | 5 juin 2021  | 5 juin 2021  | 5 juin 2021  |  |  | 6 juin 2021 | 6 juin 2021 | 6 juin 2021 | 6 juin 2021 |
|  | 1er      | Saran Loiret Handball          | 31          | 31                             |                   |                       |              |              |              |              |  |  | 6 juin 2021 | 6 juin 2021 | 6 juin 2021 | 6 juin 2021 |
|  | 1er      | Saran Loiret Handball          | 31          | 31                             | 19 et 22 mai 2021 |                       |              |              |              |              |  |  | 6 juin 2021 | 6 juin 2021 | 6 juin 2021 | 6 juin 2021 |
|  |          |                                | 4e          | JS Cherbourg                   | 28                | 28                    |              |              |              |              |  |  | 6 juin 2021 | 6 juin 2021 | 6 juin 2021 | 6 juin 2021 |
|  | 5e       | Massy Essonne Handball         | 4e          | JS Cherbourg                   | 28                | 28                    | 24           | 27           |              |              |  |  | 6 juin 2021 | 6 juin 2021 | 6 juin 2021 | 6 juin 2021 |
|  | 5e       | Massy Essonne Handball         | 5 juin 2021 |                                |                   |                       | 24           | 27           |              |              |  |  | 6 juin 2021 | 6 juin 2021 | 6 juin 2021 | 6 juin 2021 |
|  | 4e       | JS Cherbourg                   | 25          | 31                             |                   |                       |              |              |              |              |  |  | 6 juin 2021 | 6 juin 2021 | 6 juin 2021 | 6 juin 2021 |
|  | 4e       | JS Cherbourg                   | 25          | 31                             | 1er               | Saran Loiret Handball | 36           | 36           |              |              |  |  |             |             |             |             |
|  |          |                                |             |                                | 1er               | Saran Loiret Handball | 36           | 36           |              |              |  |  |             |             |             |             |
|  |          |                                | 3e          | Grand Nancy Métropole Handball | 31                | 31                    |              |              |              |              |  |  |             |             |             |             |
|  |          |                                |             |                                | 31                | 31                    |              |              |              |              |  |  |             |             |             |             |
|  |          |                                |             |                                |                   |                       |              |              |              |              |  |  |             |             |             |             |
|  |          |                                |             |                                |                   |                       |              |              |              |              |  |  |             |             |             |             |
|  | 2e       | Pontault-Combault Handball     | 25          | 25                             |                   |                       |              |              |              |              |  |  |             |             |             |             |
|  | 2e       | Pontault-Combault Handball     | 25          | 25                             | 19 et 31 mai 2021 |                       |              |              |              |              |  |  |             |             |             |             |
|  |          |                                | 3e          | Grand Nancy Métropole Handball | 26                | 26                    |              |              |              |              |  |  |             |             |             |             |
|  | 6e       | Dijon Métropole Handball       | 3e          | Grand Nancy Métropole Handball | 26                | 26                    | 27           | 26           |              |              |  |  |             |             |             |             |
|  | 6e       | Dijon Métropole Handball       |             |                                |                   |                       |              | 26           |              |              |  |  |             |             |             |             |
|  | 3e       | Grand Nancy Métropole Handball | 29          | 24                             |                   |                       |              |              |              |              |  |  |             |             |             |             |
|  | 3e       | Grand Nancy Métropole Handball | 29          | 24                             |                   |                       |              |              |              |              |  |  |             |             |             |             |
|  |          |                                |             |                                |                   |                       |              |              |              |              |  |  |             |             |             |             |

Remarques
- en demi-finale, le premier de la saison régulière (Saran) affronte le vainqueur des barrages le moins bien classé à l'issue de la phase régulière (Cherbourg).
- du fait de la détection de 2 cas positifs à la Covid-19 au sein de l’effectif du club barragiste de Dijon, la rencontre Nancy/Dijon a été reportée au 31 mai et les finales du championnat ont été décalées d'une semaine (5 et 6 juin)[3].

## Statistiques et récompenses

### Meilleurs buteurs
Au terme du championnat, arrêté à la 18e journée, les meilleurs buteurs sont :
| #  | Joueur                | Club                           | Buts / Tirs | % Tir   | MJ | BPM  | Ch.      | 7m      |
| -- | --------------------- | ------------------------------ | ----------- | ------- | -- | ---- | -------- | ------- |
| 1  | Théo Avelange Demouge | Pontault-Combault Handball     | 127 / 169   | 75,15 % | 18 | 7,06 | 75 / 109 | 52 / 60 |
| 2  | Abdoulah Mané         | Grand Besançon DHB             | 112 / 222   | 50,45 % | 17 | 6,59 | 80 / 182 | 32 / 40 |
| 3  | Youenn Cardinal       | Cesson Rennes MHB              | 110 / 162   | 67,90 % | 18 | 6,11 | 68 / 109 | 42 / 53 |
| 4  | Yann Ducreux          | Grand Nancy Métropole Handball | 108 / 141   | 76,60 % | 18 | 6,00 | 56 / 79  | 52 / 62 |
| 5  | Sylvain Kieffer       | Valence Handball               | 107 / 167   | 64,07 % | 17 | 6,29 | 79 / 131 | 28 / 36 |
| 6  | Eduardo Reig-Guillen  | Billère Handball               | 103 / 136   | 75,74 % | 18 | 5,72 | 71 / 94  | 31 / 42 |
| 7  | Arthur Muller         | Massy Essonne Handball         | 103 / 189   | 54,50 % | 18 | 5,72 | 72 / 142 | 33 / 47 |
| 8  | Thomas Cauwenberghs   | Sélestat Alsace Handball       | 96 / 137    | 70,07 % | 18 | 5,33 | 68 / 97  | 28 / 40 |
| 9  | Yvan Gérard           | Strasbourg Schiltigheim AHB    | 93 / 135    | 68,89 % | 18 | 5,17 | 54 / 89  | 39 / 46 |
| 10 | Romuald Kolle         | Saran Loiret Handball          | 93 / 161    | 57,76 % | 17 | 5,47 | 93 / 160 | 0 / 1   |

### Meilleurs gardiens de buts
Au terme du championnat, arrêté à la 18e journée, les gardiens de buts (en nombre d'arrêts) sont :
| #  | Joueur                    | Club                           | Arrêts / Tirs | % Arr.  | MJ | APM   | Ch.       | 7m      |
| -- | ------------------------- | ------------------------------ | ------------- | ------- | -- | ----- | --------- | ------- |
| 1  | Nicolas Gauthier          | Massy Essonne Handball         | 212 / 615     | 34,47 % | 18 | 11,78 | 198 / 559 | 8 / 50  |
| 2  | Vladimir Perišić          | Sélestat Alsace Handball       | 209 / 594     | 35,19 % | 18 | 11,61 | 204 / 551 | 5 / 43  |
| 3  | Obrad Ivezić              | Grand Nancy Métropole Handball | 189 / 574     | 32,93 % | 18 | 10,50 | 168 / 509 | 21 / 65 |
| 4  | Romain Mathias            | Strasbourg Schiltigheim        | 180 / 549     | 32,79 % | 18 | 10,00 | 164 / 502 | 16 / 47 |
| 5  | Alejandro Romero Carreras | Pontault-Combault Handball     | 179 / 550     | 32,55 % | 18 | 9,94  | 170 / 507 | 9 / 43  |
| 6  | Artur Adamik              | Grand Besançon DHB             | 179 / 621     | 28,82 % | 18 | 9,94  | 163 / 551 | 16 / 70 |
| 7  | Julien Salmon             | Valence Handball               | 152 / 463     | 32,83 % | 18 | 8,44  | 151 / 448 | 1 / 15  |
| 8  | Robin Cantegrel           | Cesson Rennes                  | 142 / 413     | 34,38 % | 18 | 7,89  | 130 / 376 | 12 / 39 |
| 9  | Joris Labro               | Billère Handball               | 138 / 431     | 32,02 % | 18 | 6,67  | 121 / 383 | 7 / 38  |
| 10 | Clément Gaudin            | Cavigal Nice Handball          | 132 / 413     | 31,96 % | 16 | 8,25  | 110 / 363 | 8 / 36  |

### Élection du joueur du mois
Chaque mois, l'Association des joueurs professionnels de handball (AJPH) désigne trois joueurs parmi lesquels les internautes élisent le meilleur du mois en championnat :
| Mois      | Joueur du mois                                           | Autres nommés                                       | Autres nommés                                            |
| --------- | -------------------------------------------------------- | --------------------------------------------------- | -------------------------------------------------------- |
| Septembre | Sylvain Kieffer (40 %, Valence Handball)                 | Youenn Cardinal (34 %, Cesson Rennes MHB)           | Nicolas Gauthier (24 %, Massy EHB)                       |
| Octobre   | Romain Mathias (62 %, Strasbourg Schiltigheim)           | Romuald Kolle (24 %, Saran Loiret Handball)         | Abdoulah Mané (14 %, Grand Besançon DHB)                 |
| Novembre  | Marko Ćurčić (58 %, JS Cherbourg)                        | Vladimir Perisic (31 %, Sélestat Alsace Handball)   | Eduardo Reig-Guillen (11 %, Billère Handball)            |
| Décembre  | Théo Avelange-Demouge (64 %, Pontault-Combault Handball) | Robin Cantegrel (23 %, Cesson Rennes MHB)           | Yann Ducreux (13 %, Grand Nancy Métropole Handball)      |
| Janvier   | non décerné du fait du Championnat d'Europe 2020         | non décerné du fait du Championnat d'Europe 2020    | non décerné du fait du Championnat d'Europe 2020         |
| Février   | Youenn Cardinal (55 %, Cesson Rennes Métropole Handball) | Matthieu Drouhin (28 %, Saran Loiret Handball)      | Théo Avelange-Demouge (14 %, Pontault-Combault Handball) |
| Mars      | non décerné en raison de la pandémie de coronavirus      | non décerné en raison de la pandémie de coronavirus | non décerné en raison de la pandémie de coronavirus      |
| Avril     | non décerné en raison de la pandémie de coronavirus      | non décerné en raison de la pandémie de coronavirus | non décerné en raison de la pandémie de coronavirus      |

## Bilan de la saison
| Description                      | Club                           | Commentaire                          |
| Accession en Starligue           |                                |                                      |
| 1er de la phase régulière        | Saran Loiret Handball          | Retour après 3 saisons en D2         |
| Finaliste des play-offs          | Grand Nancy Métropole Handball | 1re accession après 18 saisons en D2 |
| Relégations depuis la Starligue  |                                |                                      |
| Avant-dernier                    | US Ivry                        | Après 6 saisons en D1                |
| Dernier                          | Tremblay-en-France Handball    | Après 4 saisons en D1                |
| Relégations en Nationale 1       |                                |                                      |
| Aucun                            |                                |                                      |
| Promotions depuis la Nationale 1 |                                |                                      |
| 1er club VAP                     | Caen Handball                  | Retour en Proligue après 2 saisons   |
| 2e club VAP                      | Villeurbanne HA                | Retour en Proligue après 10 saisons  |